# Ньюелл Конверс Ваєт
Ньюелл Конверс Ваєт (англ. Newell Convers Wyeth, 22 жовтня, 1882, Нідхем, Массачусетс — 19 жовтня, 1945, Чаддс Форд, Пенсільванія) — художник зі Сполучених Штатів першої половини ХХ ст. Найбільше відомий ілюстраціями до класичної літератури. Засновник династії художників Ваєтів.

## Предки
Предок родини — Ніколас Ваєт, прибув у Америку ще в середині XVII ст., оселився в районі Бостона та потім купив дім у Кембриджі. Серед його нащадків були такі примітні особи, як Джонас Ваєт — переодягнувся в корінного американця, щоби взяти участь у Бостонському чаюванні; Ебенізер Ваєт — бився з британцями при Банкер-Гілл; Джон Вайєт — отримав посаду поштмейстера Гаррісбурга, штат Пенсільванія, за підтримку Джорджа Вашингтона, а Натаніель Джарвіс Ваєт — бізнесмен і винахідник.

## Біографія

### Ранні роки
Ньюелл Конверс Вайет народився 22 жовтня 1882 року в Нідхемі, штат Массачусетс. Дитинство провів на фермі, де глибоко полюбив природу. Його мати заохочувала потяг сина до мистецтва. Батько ж підтримував більш практичне використання його талантів, і юний Конверс пішов навчатися до школи механічних мистецтв у Бостоні, яку закінчив 1899 року, зосереджуючись на малюванні. За підтримки матері вступив до Массачусетської нормальної художньої школи. Інструктор Річард Ендрю спонукав хлопця зосередитися на ілюструванні. Він навчався у Еріка Пейпа та Чарльза В. Ріда, а потім малював у Джорджа Л. Нойса в Аннісквамі, штат Массачусетс, протягом літа 1901 року.

### Художня освіта
За порадою двох друзів, художників Кліффорда Ешлі та Генрі Пека, Ваєт продовжив навчання у школі мистецтв Говарда Пайла у Вілмінгтоні, штат Делавер, куди вступив 1902 року. Говард Пайл, один із найвідоміших ілюстраторів США того часу, підкреслював важливість особисто ознайомлення з зображуваним предметом, що і засвоїв Ваєт. По прибуттю до школи він писав своїй матері: «Лекція з композиції… відкрила мені очі більше, ніж будь-яка промова, яку я коли-небудь чув». Пайл доволі часто забезпечував замовлення та посади для своїх учнів. Менш ніж за п'ять місяців Ваєт успішно подав ілюстрацію для обкладинки журналу «Saturday Evening Post».
Дотримуючись настанов Пайла малювати лише на основі досвіду, Ваєт здійснив три подорожі між 1904 і 1906 роками на Захід Америки. В той час працював ковбоєм і листоношею, ретельно документував свій досвід у малюнках.

### Художник та ілюстратор

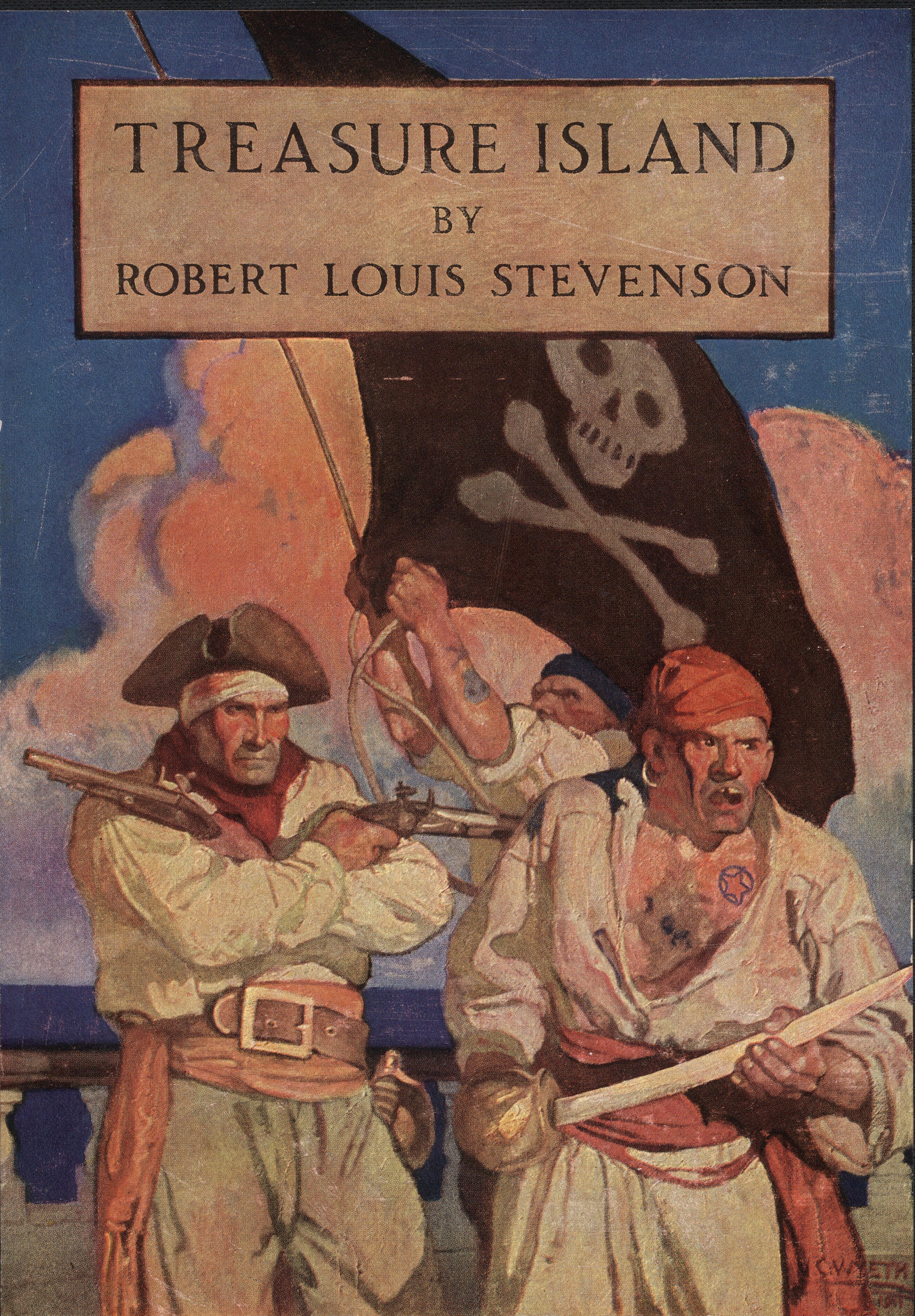
Обкладинка видання «Острів скарбів», 1911 рік.

У 1906 році Ваєт одружився з Каролін Бреннеман Бокіус з Вілмінгтона. Подружжя переїхало 1908 року в Чаддс-Форд, штат Пенсільванія, недалеко від Вілмінгтона. Тамтешні пейзажі Брендівайнської долини справили глибокий вплив на Вайєта після суворих західних ландшафтів. У 1911 році Ваєти придбали 18 акрів землі в Чаддс-Форді, неподалік від поля битви часів Війни за незалежність. Родина збудувала там будинок і студію, де виростила п'ятьох дітей. Ваєт проте все життя підтримував зв'язки з матір'ю.
До 1907 року Вайєт був визнаний журналом «Outing» як «один із наших найвизначніших, якщо не найвизначніший, художник американського життя на природі». Його фотографії з'являлися в багатьох найпопулярніших журналах того періоду, таких як «Century», «Harper's Monthly», «Ladies' Home Journal», «McClure's», «Outing» і «Scribner's». Але найбільшу славу художнику забезпечили його ілюстрації до «Острова скарбів» Роберта Луїса Стівенсона. В 1911 році видавництво «Charles Scribner's Sons» залучило Ваєта для ілюстрування цієї книги. 17 кольорових малюнків вирізнялися своїм розміром, динамікою дії та історичною переконливістю з умілим використанням інтенсивного світла й контрастних тіней.
Постійні замовлення на ілюстрації для книжок і реклами забезпечили родині Ваєта достаток. Та попри славу майстерного ілюстратора, Ваєт відчував, що до цієї професії ставляться зі зневагою, як до неповноцінної реалізації художнього таланту. Тому він створював багато особистих картин, які включали пейзажі, натюрморти та портрети. Упродовж своєї кар'єри він експериментував з різноманітністю сюжетів і стилів. Ці картини, втім, не принесли йому такого визнання, як ілюстрації для преси. Його перша персональна виставка відбулася тільки в 1939 році.

### Смерть
Загинув внаслідок нещасного випадку у жовтні 1945 р. разом із власним онуком. Його автівку збив вантажний потяг неподалік від Чаддс-Форд. Ньюеллу Конверсу було 62 роки.

## Родина
Його дружиною була Керолайн Бокіус. В родині народиться п'ятеро дітей. Четверо їхніх нащадків також стали художниками:
- Генрієтт Ваєт (1907—1997), старша дочка Ньюелла Конверса Ваєта. Пітер Гард (1904—1984), учень Ньюелла Конверса Ваєта, був її чоловіком;
- Керолайн Ваєт (1909—1994), друга дочка, що зосереджувалася майже виключно на пейзажі та натюрморті;
- Ендрю Ваєт (1917—2009), визнаний одним із найвидатніших американських художників двадцятого століття;
- Джеймі Ваєт (нар. 1946), онук.

## Власна ферма

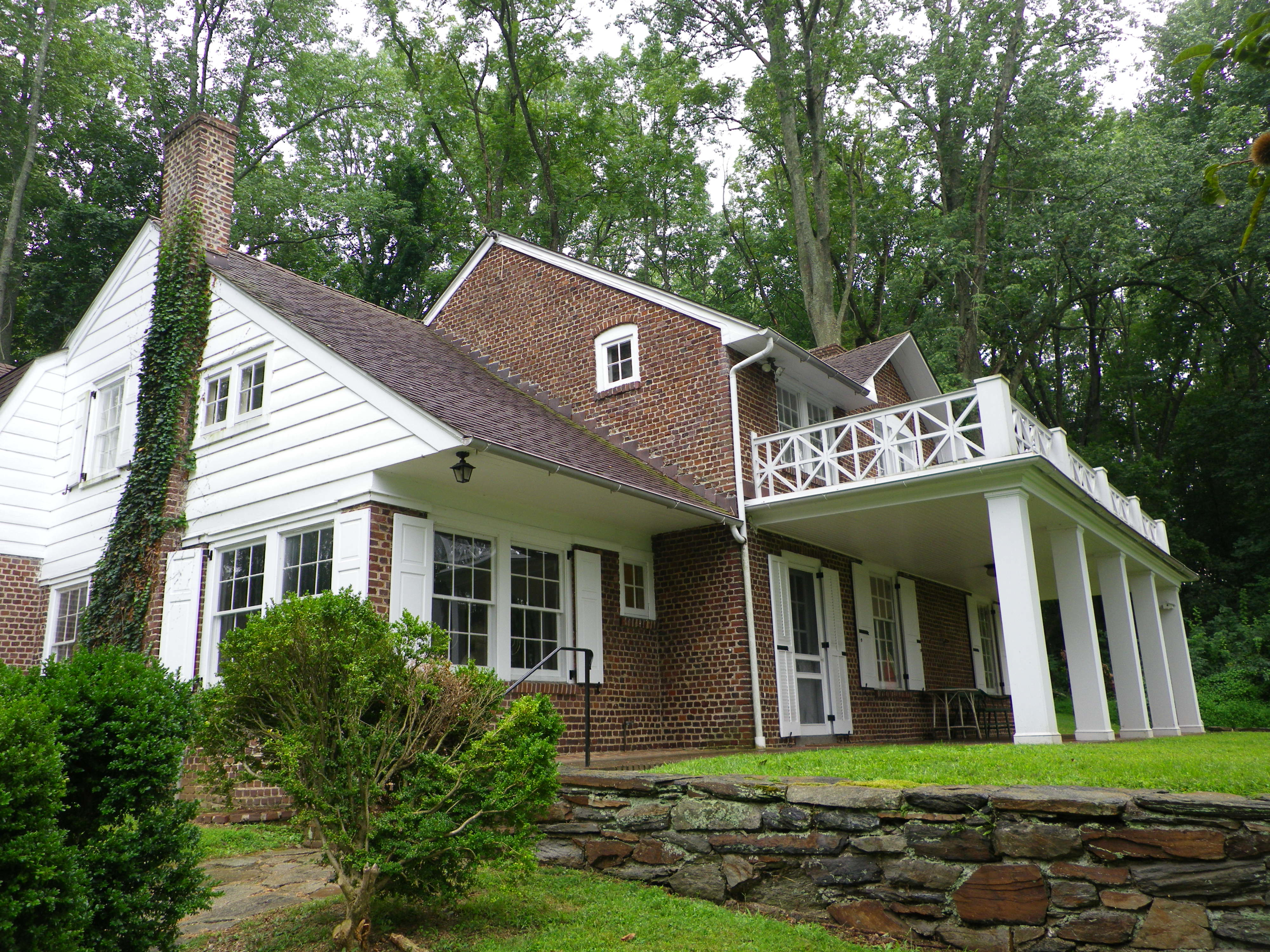
Чаддс Форд. Будинок родини Ваєт. Фото 2010 року.

1908 року він разом із родиною оселився на фермі у Чаддс Форд. За землю і ферму треба було виплачувати кредит. Ньюелл Ваєт багато працював ілюстратором і почав відходити від тематики з історією західних штатів. Художник почав робити ілюстрації до класичних літературних творів. Особливо вдалими були його ілюстрації до «Острову скарбів» Стівенсона 1911 р. Він отримав значну грошову суму і зумів розплатитися за землю і ферму. Він став фінансово успішним художником, коли усвідомив, що родина і ферма потребують постійного прибутку і як йому важко покинути кар'єру художника-ілюстратора. Він мріяв про живопис, до котрого звертався лише уривками.
Товариський Ньюелл Ваєт полюбляв приятелів і до нього на ферму приїздили спілкуватись відомі особи художнього світу, серед котрих Скот Фіцджеральд, Ліліан Гіш, Джозеф Гергешеймер, Г'ю Волпол та ін.

## Творчість

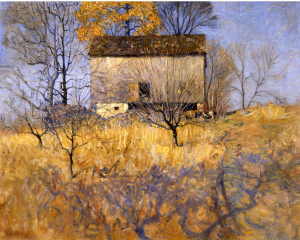
Ньюелл Конверс Ваєт. «Комора у осінньому пейзажі»

Ньюелл Конверс Ваєт став популярним художником-ілюстратором, що зробив візуальні ряди для «Робін Гуда» (1917 р.), «Останнього з могікан» (1919 р.), «Робінзона Крузо» (1920 р.), «Одіссеї» (1929 р.) та ін. Він автор ілюстрацій до 112 різних книг. Протягом усієї своєї кар'єри Ваєт створював також рекламні зображення в журналах і календарях. Загалом виконав понад 3 тис. малюнків.
Значна частина мистецтва Ваєта охоплює тему американського Заходу, ковбоїв та індіанців, стрільців і золотошукачів.
Також створював фрески. Найперші, розміщені в готелі «Ютіка», Нью-Йорк і «Треймор», Атлантик-Сіті, Нью-Джерсі, в 1911 і 1915 роках відповідно, не збереглися. В 1920 році він створив дві бойові сцени Громадянської війни для Капітолію штату Міссурі, а впродовж 1920-х і 1930-х років виконав для Першого Національного банка та Федерального резервного банка міста Бостон, у школі Весттауна, у готелі «Рузвельт», Ощадбанку Франкліна, Національному географічному товаристві та інших громадських спорудах.
Відважні та героїчні персонажі Вайєта стали прототипами героїв американського кіно, телебачення та відеоігор. Стівен Спілберг і Джордж Лукас надихалися його персонажами.
У 1997 році будинок і студію художника визнано національною історичною пам'яткою. Найбільша колекція його робіт зберігається в Музеї річки Брендівайн у Чаддс-Форді, штат Пенсільванія; його роботи також демонструються в Художньому музеї Фарнсворта в Рокленді, штат Мейн, Художньому музеї Делавера, Вілмінгтон, Громадській бібліотеці Нью-Йорка та Вільній бібліотеці Філадельфії.

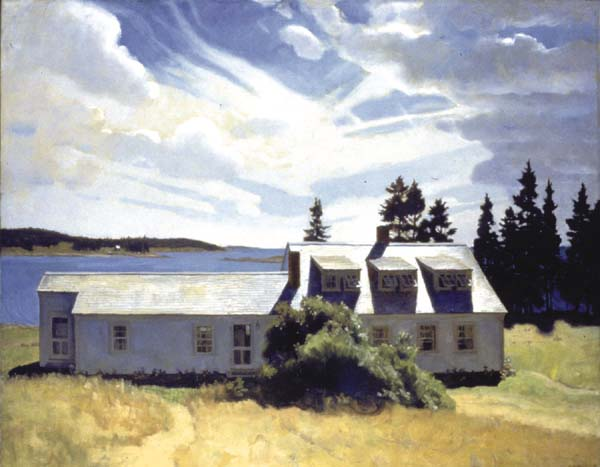
«Будинок «Вісім дзвонів», осяяний сонцем», 1936 рік.
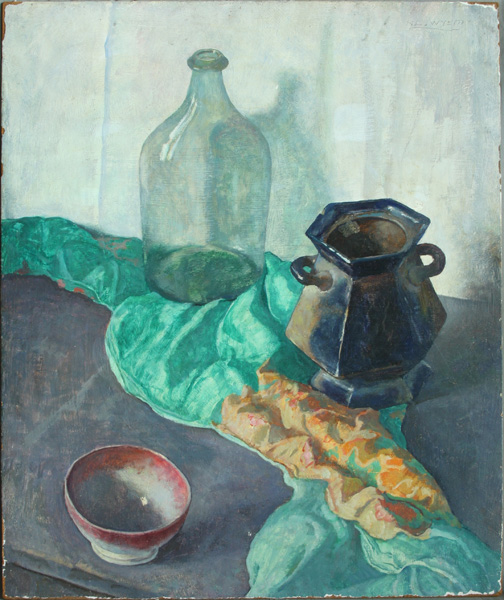
«Натюрморт з посудом», оригінал не датований
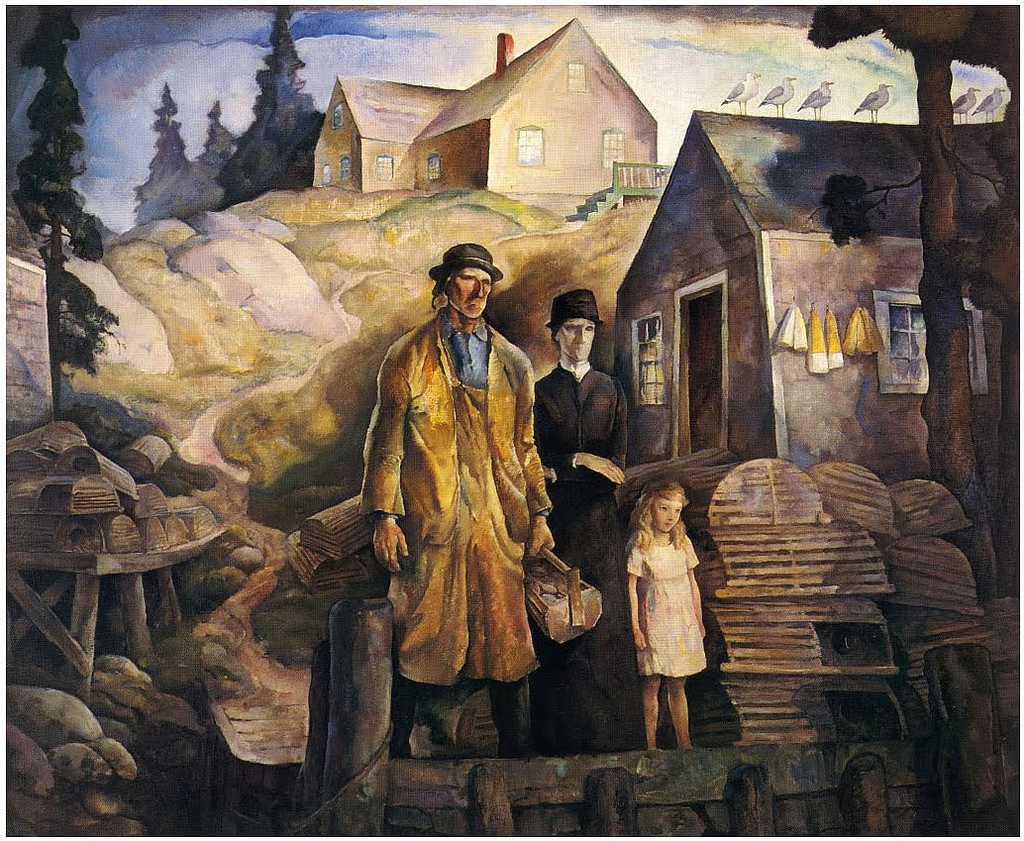
«Родина рибалки», 1933 рік.

## Ілюстрації

### «Одіссея» Гомера

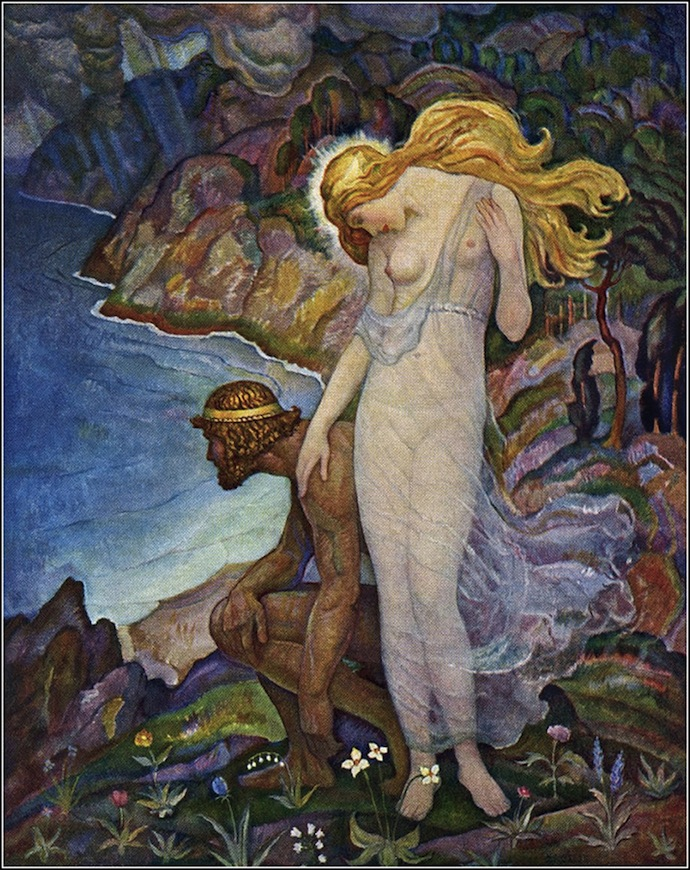
«Одіссей і Пенелопа», 1929 р.
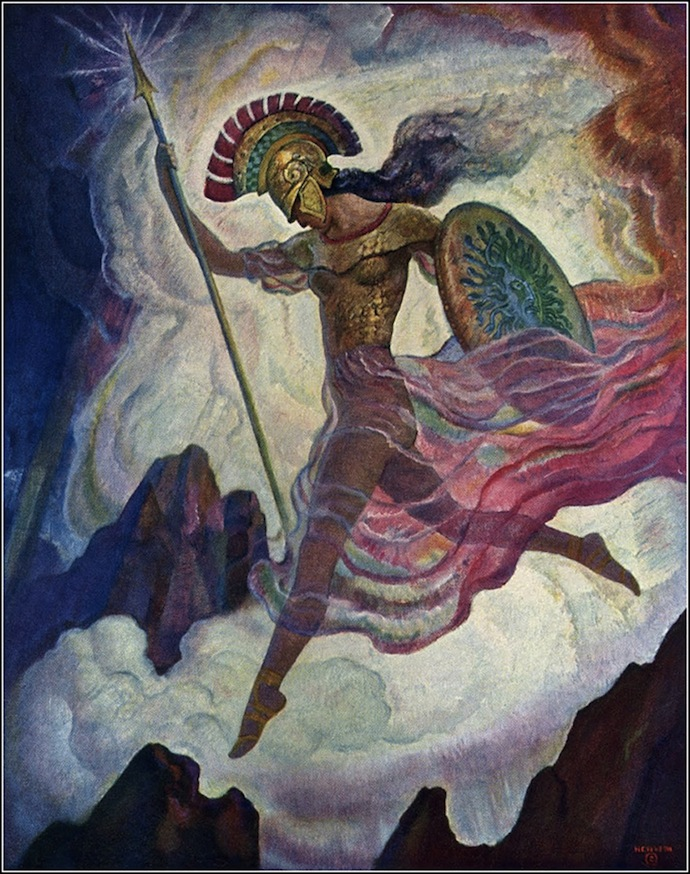
«Богиня мудрості Афіна», 1929 р.
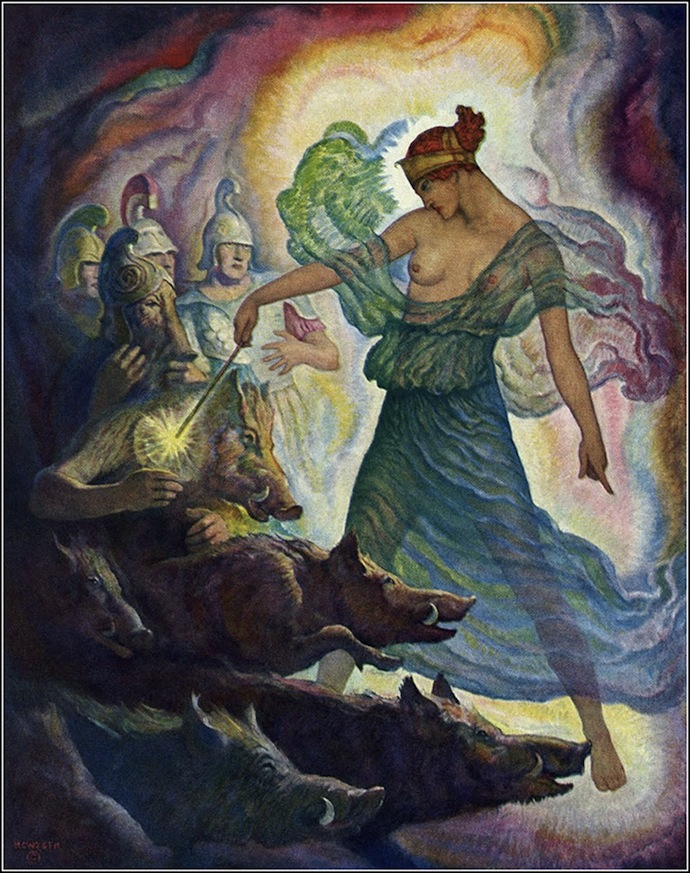
«Чаклунка Цирцея», 1929 р.
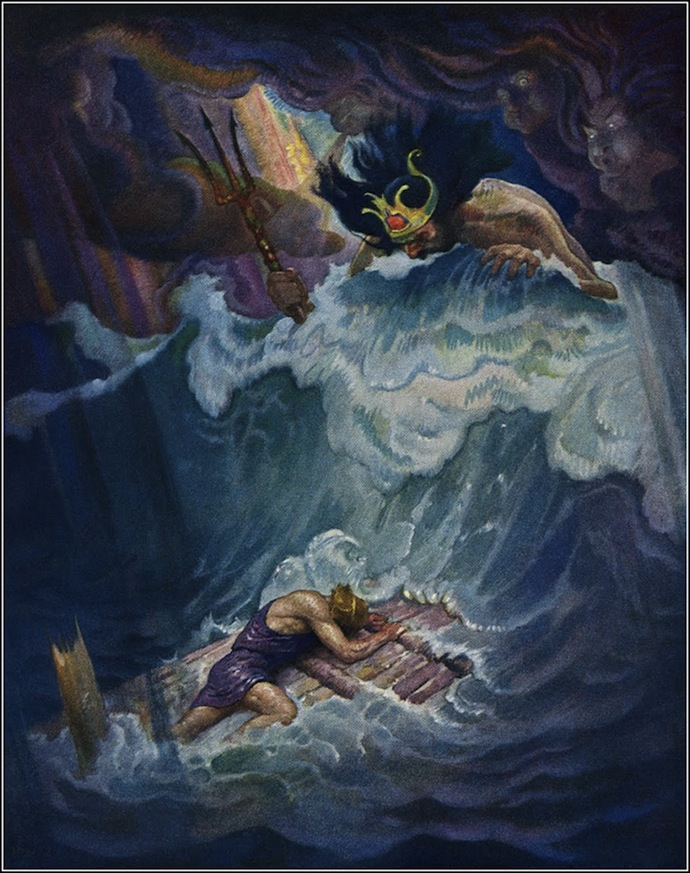
«Небезпечні ігри бога морів Посейдона», 1929 р.
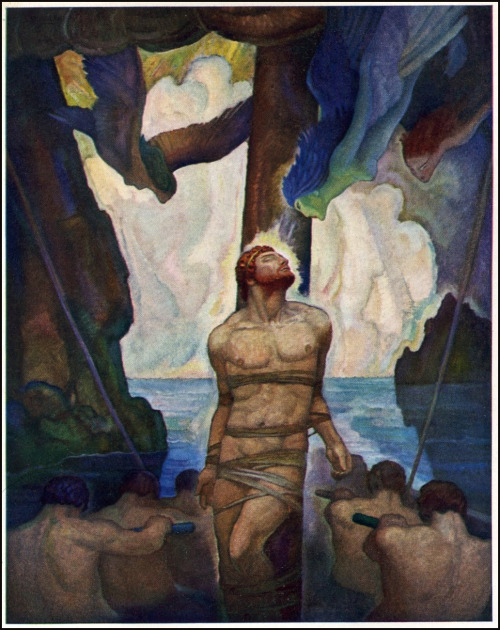
«Одіссей і чарівна пісня сирен», 1929 р.

### «Острів скарбів»

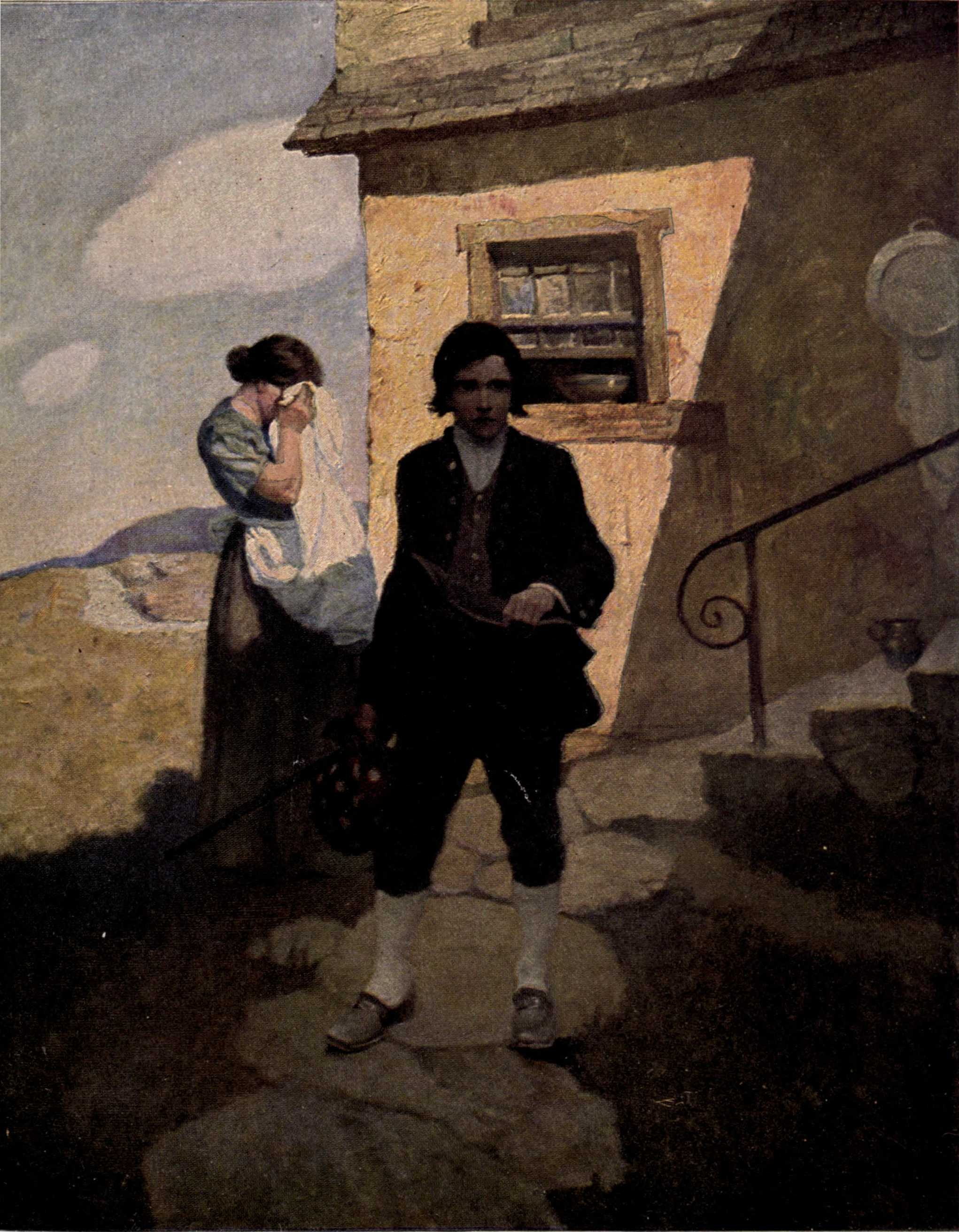
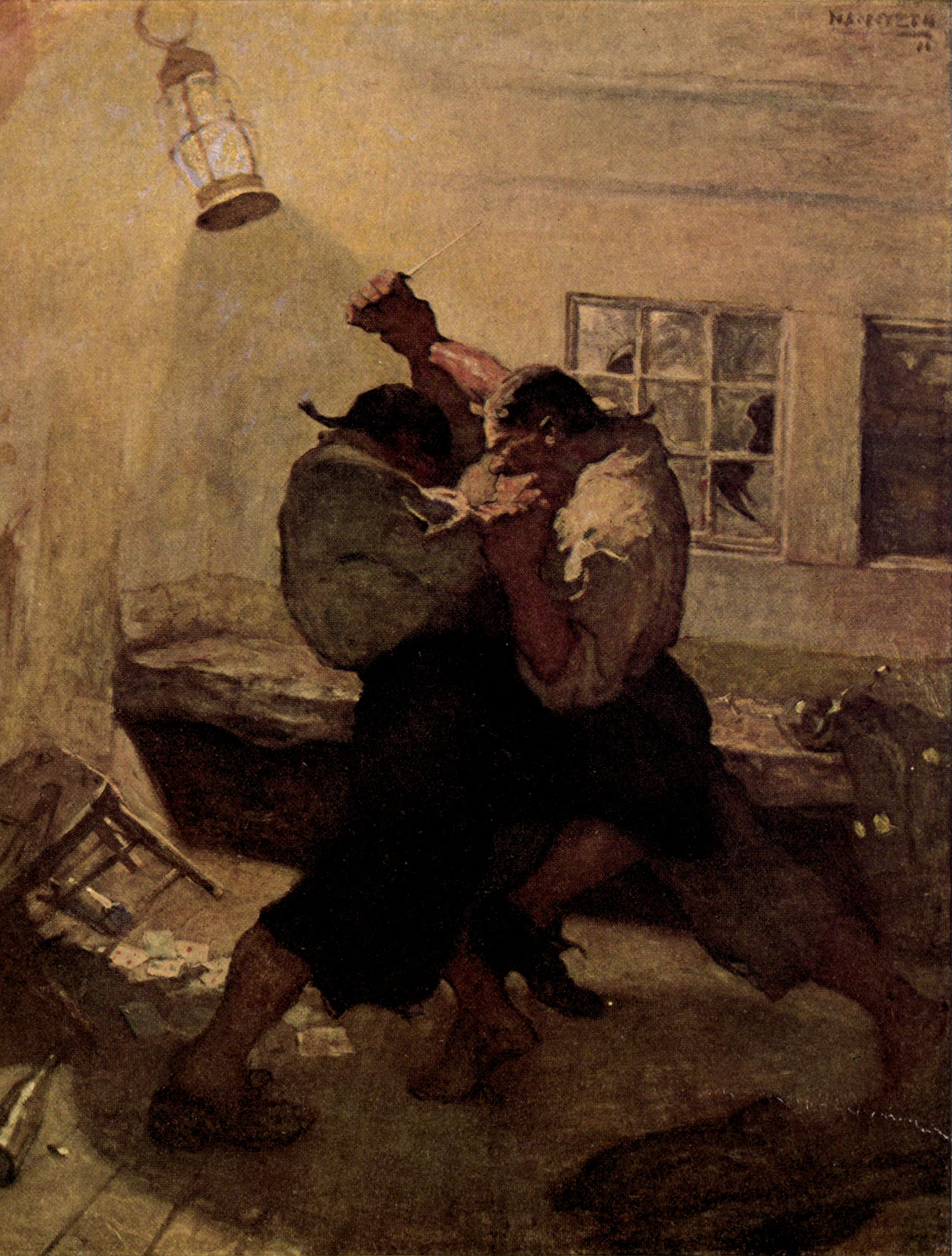
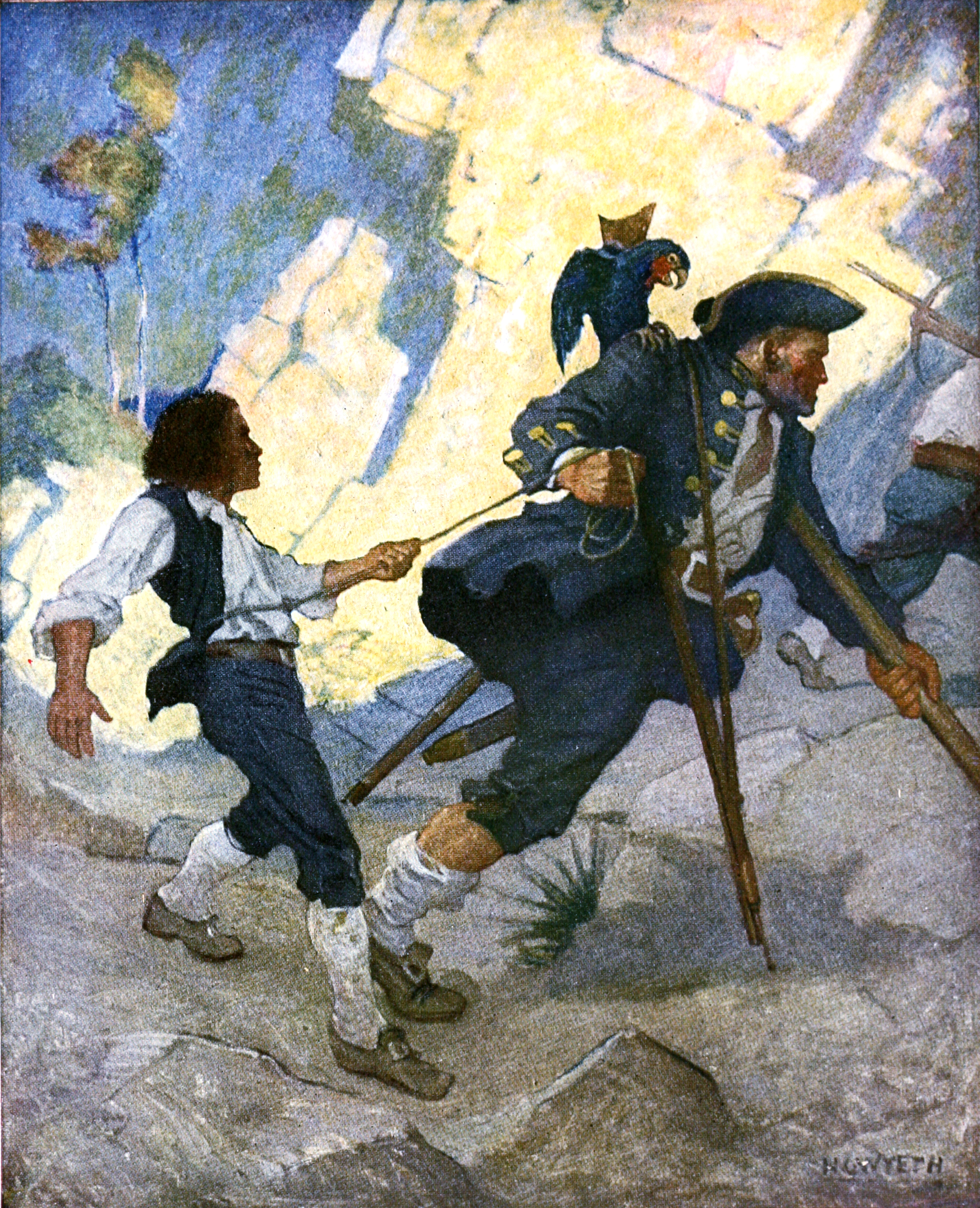
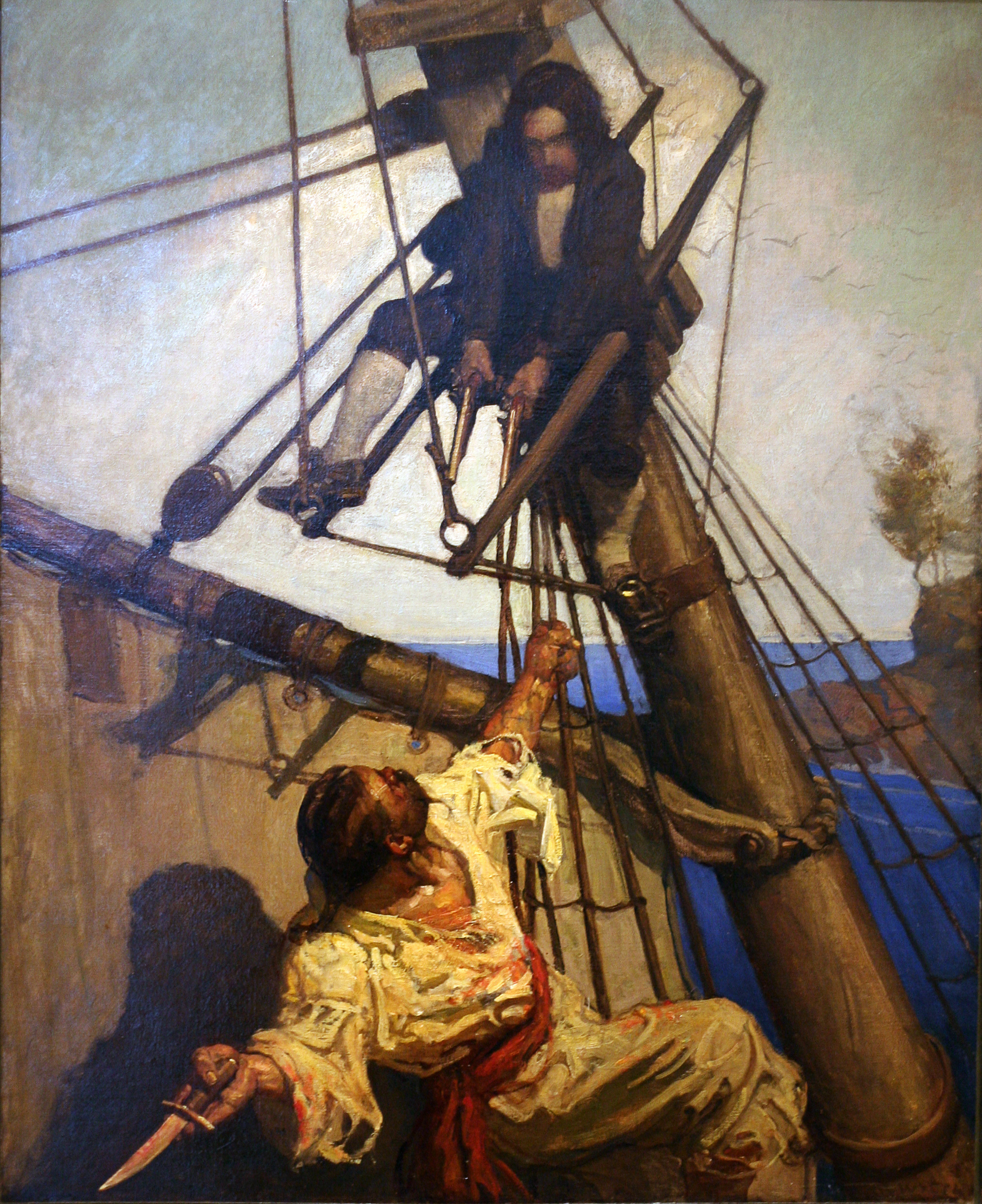
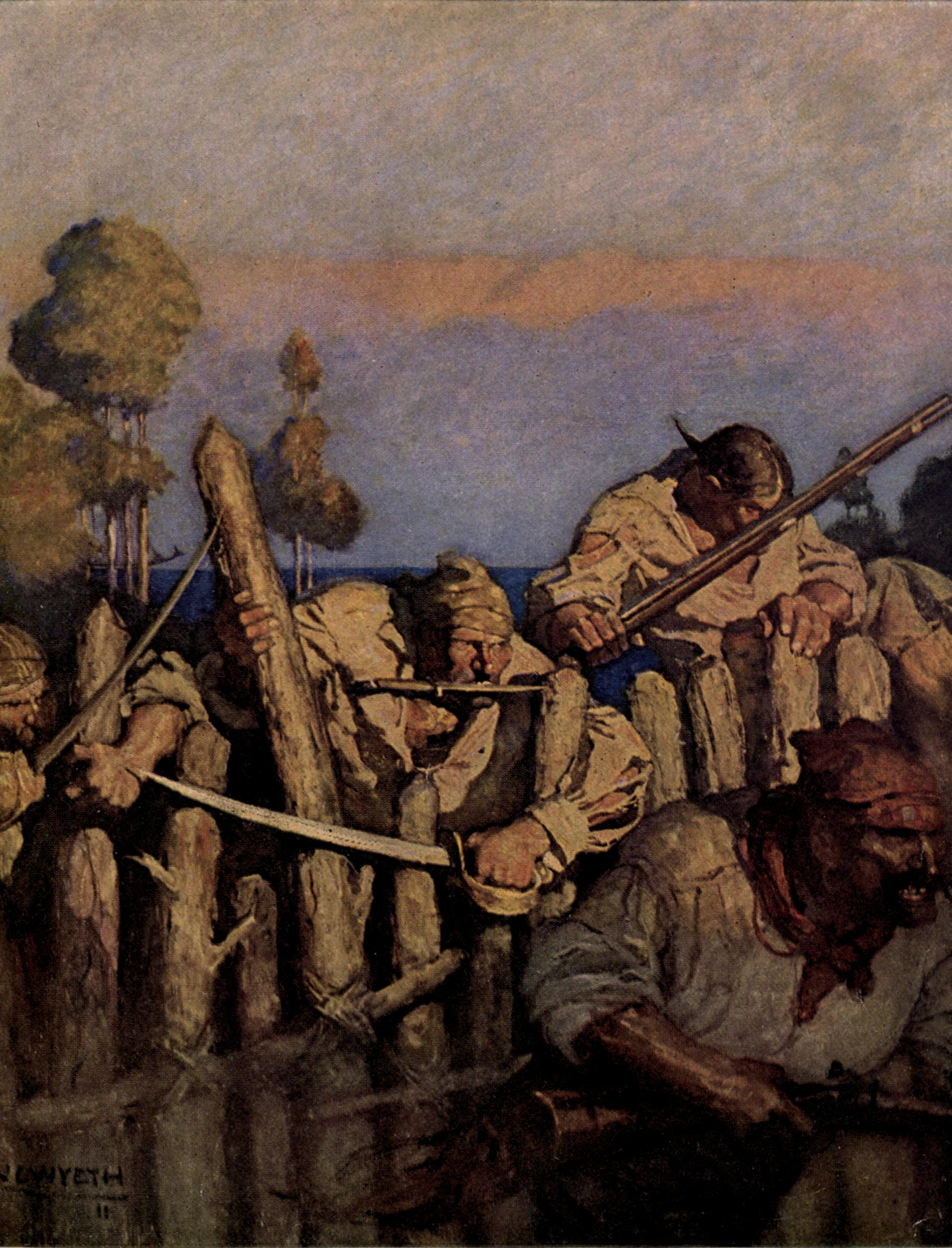
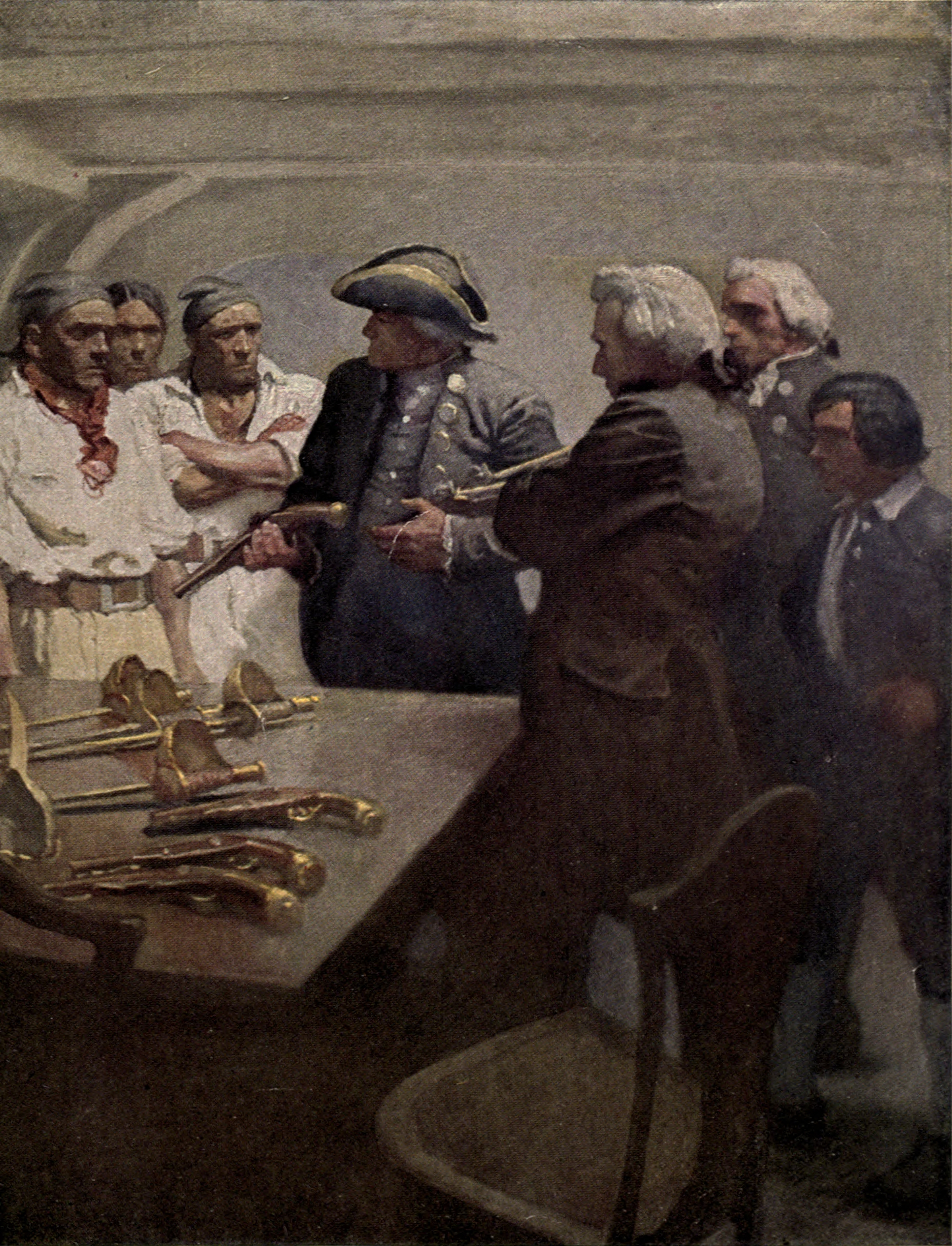
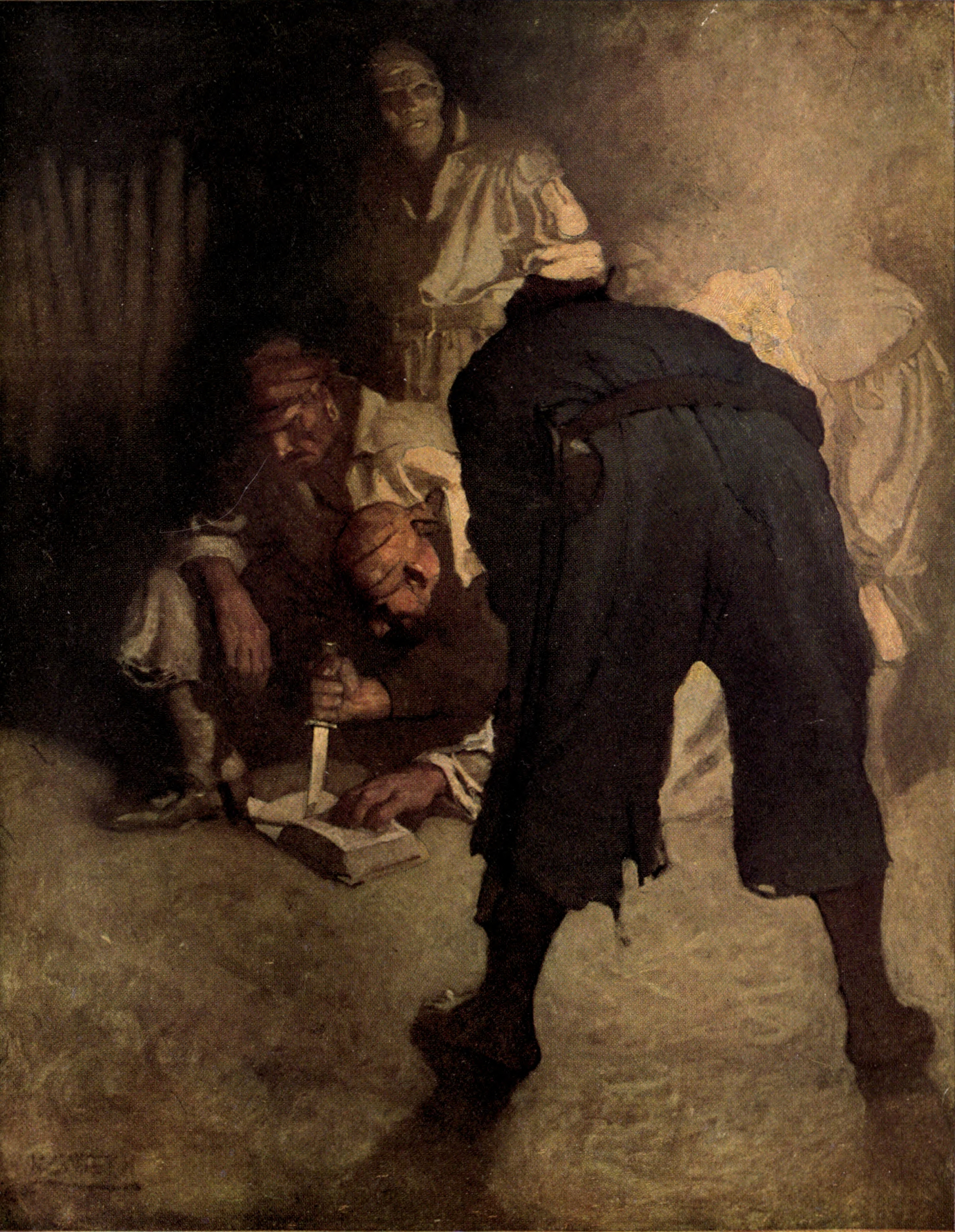
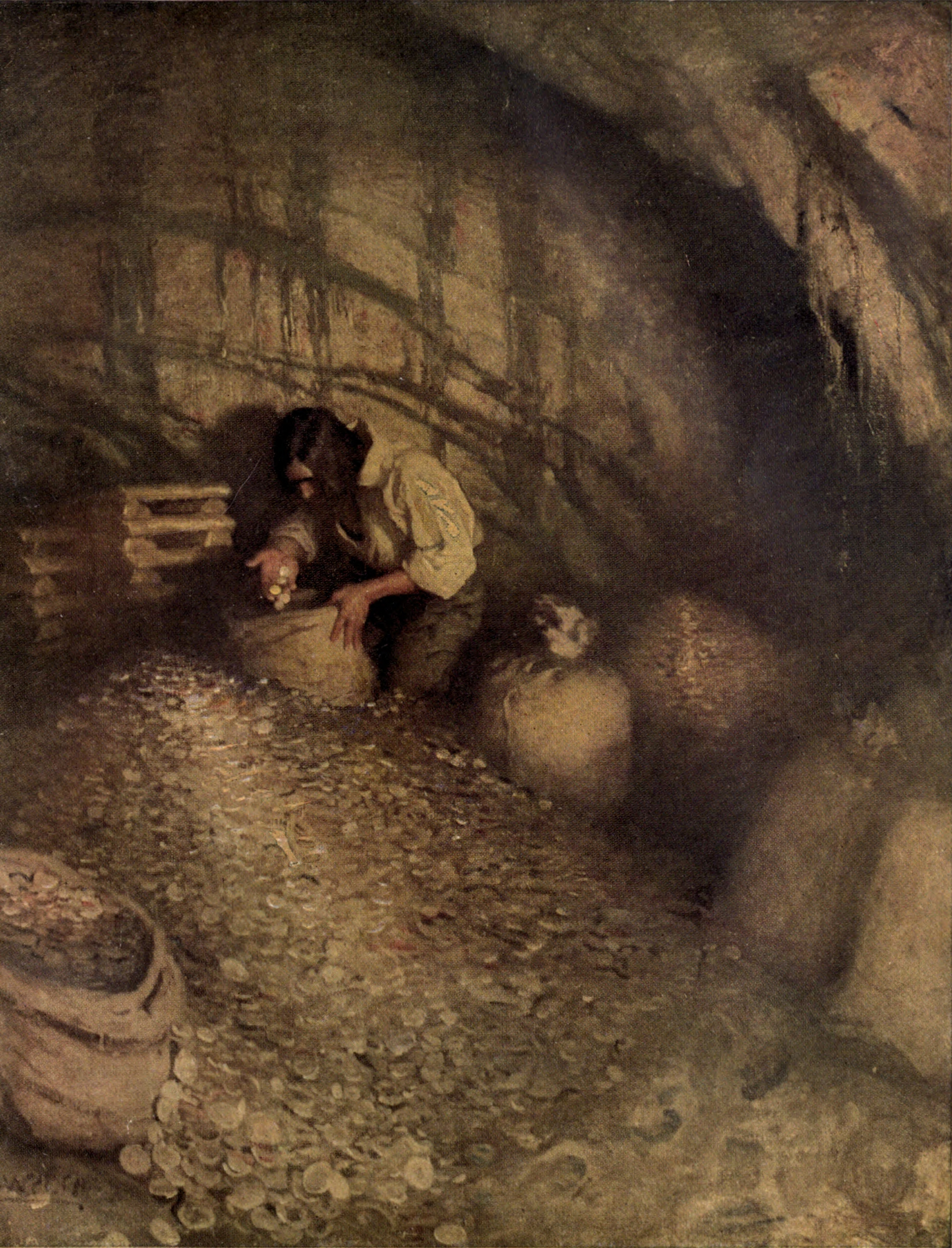

### «Пісня про Гаявату»

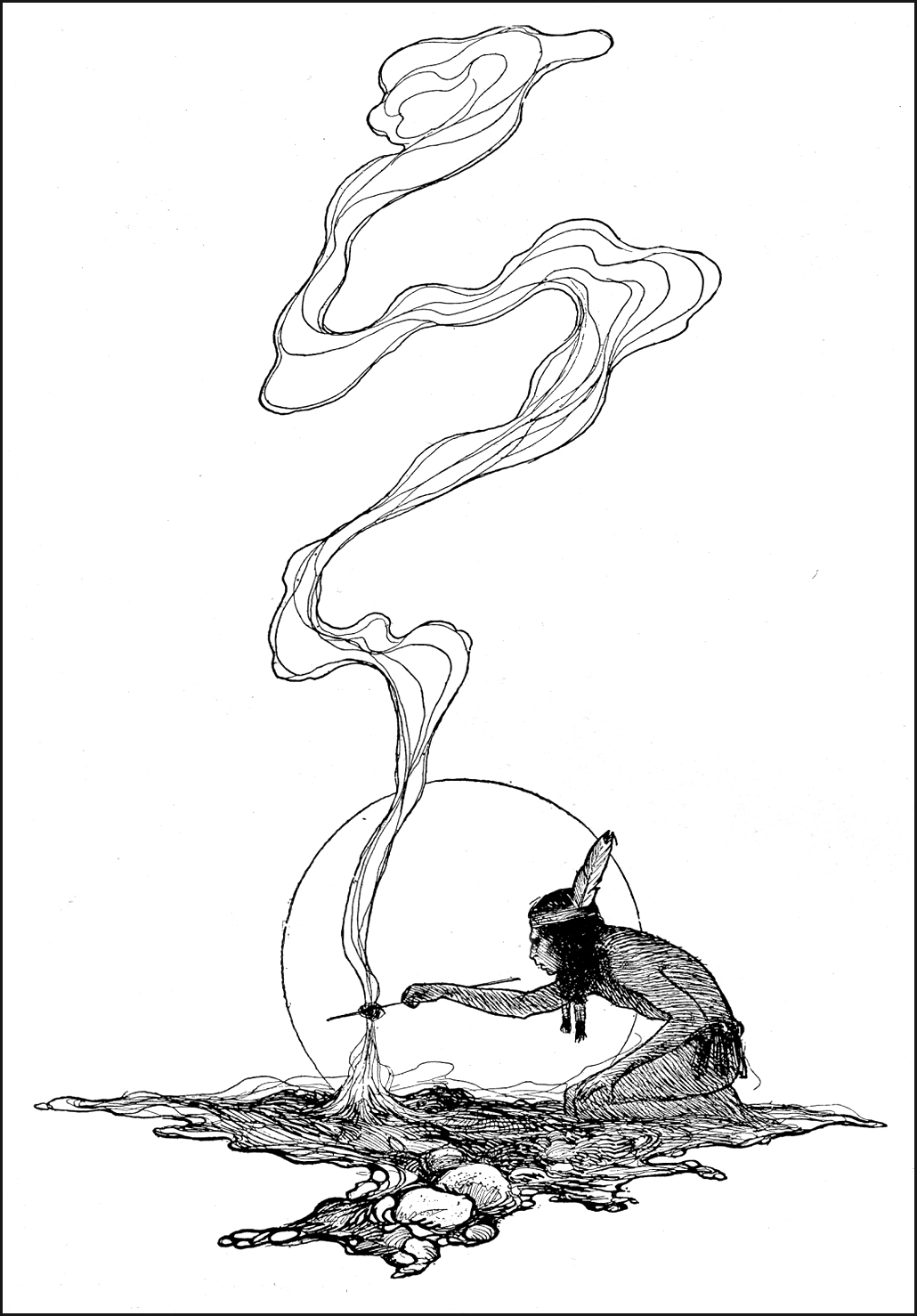
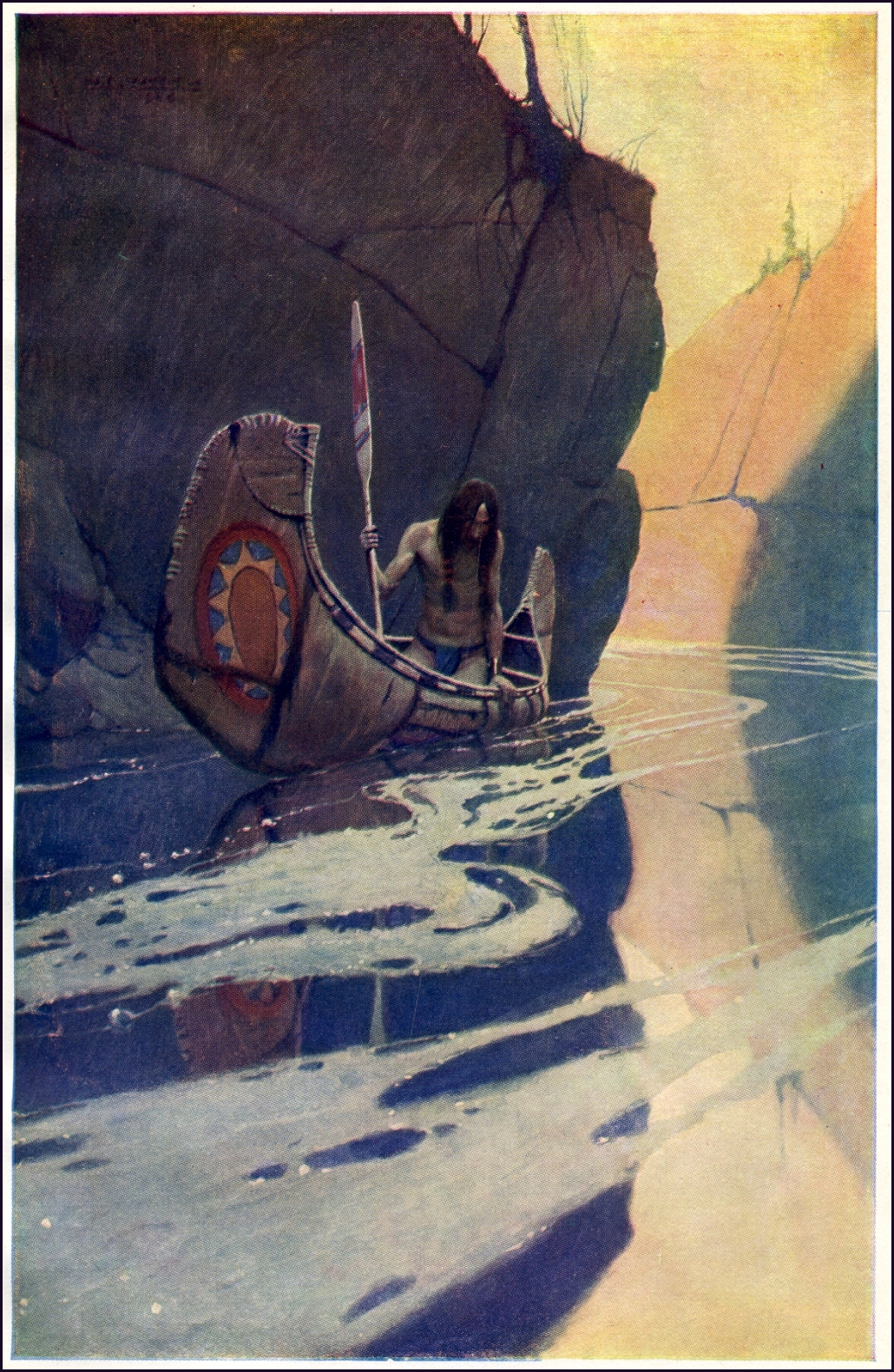
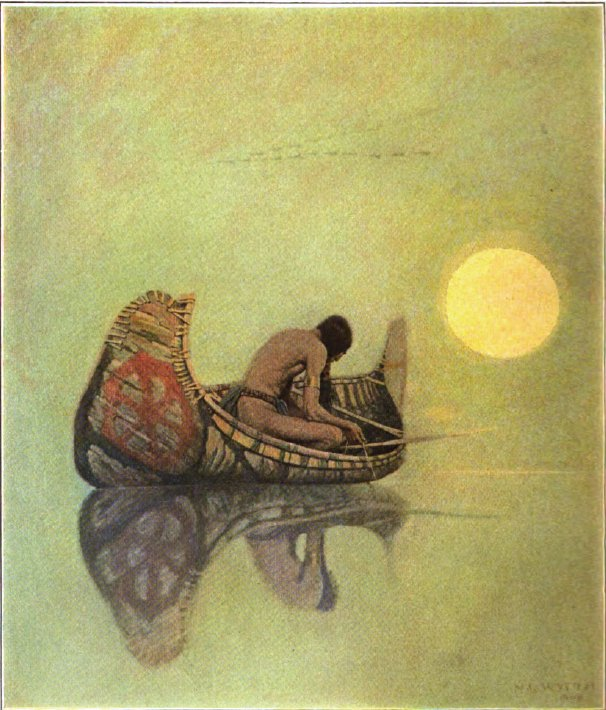
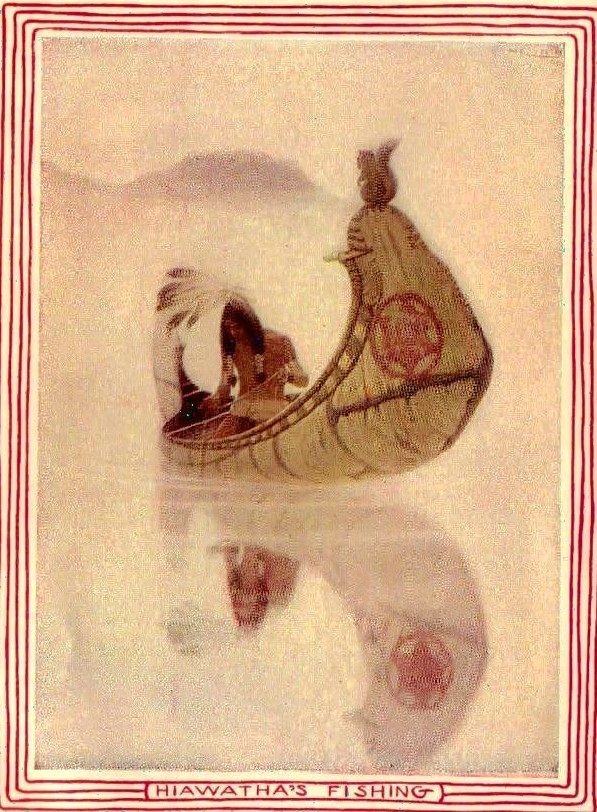
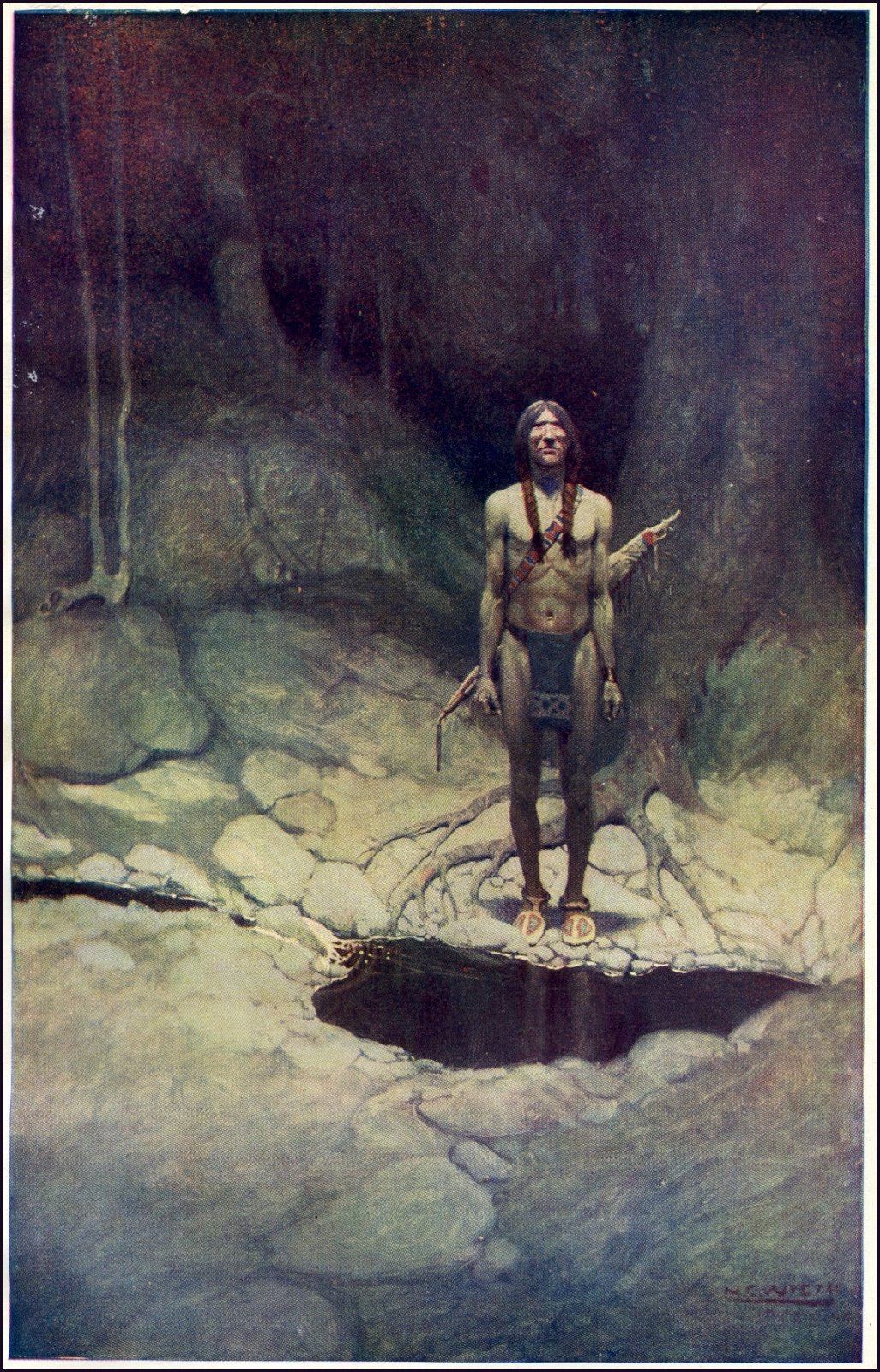
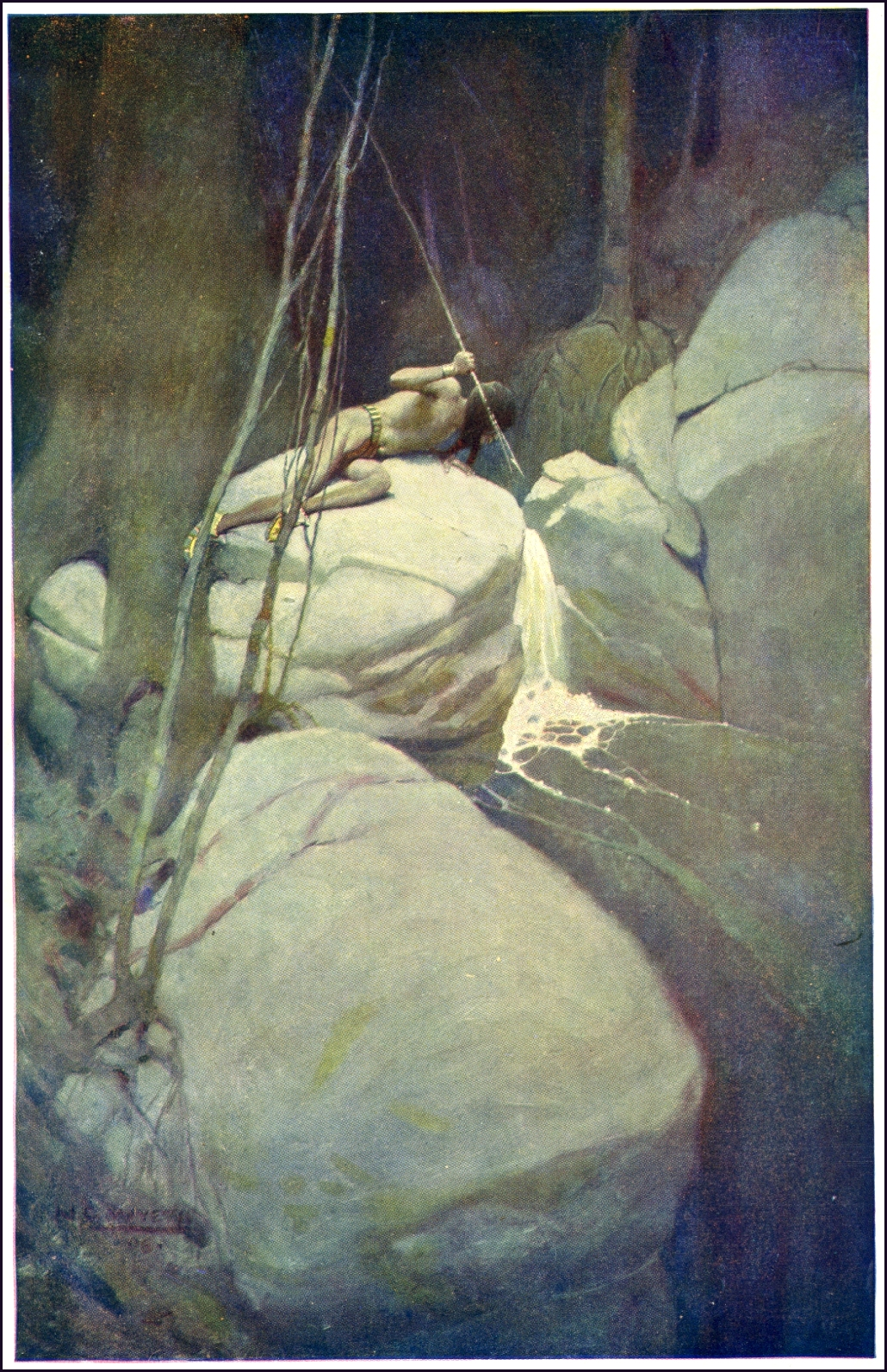